# فاني ألين
فاني ألين (بالإنجليزية: Fanny Allen)‏ هي راهبة أمريكية، ولدت في 13 نوفمبر 1784، وتوفيت في 10 ديسمبر 1819 بسبب سل.